# Witold Albert Adolph
Witold Albert Adolph (ur. 15 października 1903 w Kotielniczu, zm. 12 kwietnia 1941 w Datnowie pod Kownem) – polski biolog, zoolog.

## Życiorys
Szkołę średnią i maturę ukończył w 1921 w Wilnie. Następnie studiował na kilku wydziałach: na Uniwersytecie w Wilnie (1921-1922) matematykę, na wydziale budowy maszyn Politechniki Gdańskiej (1922-1923), i ponownie na uniwersytecie w Wilnie (1923-1924) biologię. Dyplom mgr filoz. z zakresu zoologii otrzymał w Wilnie w roku 1930, natomiast a dr. nauk biol. na Uniwersytecie Jagiellońskim w 1934 roku.
Od roku 1927 pracował m.in. u boku Jerzego Stanisława Aleksandrowicza, Jana Prüffera, Jana Zygmunta Wilczyńskiego i Jana Bohdana Dembowskiego.
W 1931 pracował w Muzeum Przyrodniczym im. Dzieduszyckich we Lwowie, w roku 1932 w Instytucie im. Nenckiego  w Warszawie, w roku 1933 w Zakład Biologii Ogólnej i Embriologii Uniwersytetu Jagiellońskiego. W Monachium i Berlinie pracował w 1938 roku.
Przed II wojną światową zamieszkał na wsi Igalin koło Rykont, gdzie założył doświadczalną stację do badań pszczół i ich roli w gospodarstwie.
Zajmował się popularyzacją wiedzy biologicznej. Od 1940 do śmierci w 1941 pracował w Litewskiej Akademii Rolniczej w Datnowie.

## Monografie
- Żaba. Podręcznik do ćwiczeń zootomicznych dla przyrodników i nauczycieli (1927/1950)
- Studia nad rytmem podziału pierwotniaków. 1. Rytm dobowy w rozrodzie Paramecium caudatum  (1932)
  - 2.Pory roku i rytm dobowy w rozrodzie Paramecium caudatum  (1933)
- Dzień w mrowisku (1933/1948)
- Pająk-tkacz, inżynier i myśliwiec (1934/1948/1963)
- Materiały do fauny pszczół Wileńszczyzny (1934)

Tłumaczenia:
- Życie pszczół Karl von Frisch
- Nauka o dziedziczności R. Goldschmidt (1936)